# Чильба
Чильба́ (рос. Чильба) — село у складі Ульчського району Хабаровського краю, Росія. Входить до складу Де-Кастринського сільського поселення.

## Населення
Населення — 38 осіб (2010; 76 у 2002).
Національний склад (станом на 2002 рік):
- росіяни — 72 %